# Orden de Ciudadanía Palestina de 1925
La Orden de Ciudadanía Palestina en Consejo de 1925 fue una ley del Mandato británico de Palestina que creó una ciudadanía palestina para los residentes del territorio del Mandato Palestino, excepto para los residentes en Transjordania. Se anunció el 24 de julio de 1925 y entró en vigor el 1 de agosto de 1925. La Orden permaneció vigente hasta el 14 de mayo de 1948, cuando los británicos se retiraron del mandato y la ciudadanía palestina llegó a su fin.  Israel promulgó una Ley de Ciudadanía en 1952, mientras que los residentes de Cisjordania (excepto los judíos) estaban sujetos a la ley de nacionalidad de Jordania. 
La ley dio efecto al Artículo 7 del Mandato Británico para Palestina (instrumento legal), que establecía: "La Administración de Palestina será responsable de promulgar una ley de nacionalidad. Se incluirán en esta ley disposiciones enmarcadas para facilitar la adquisición de la ciudadanía palestina por judíos que toman su residencia permanente en Palestina ". También dio efecto al Tratado de Lausana, que entró en vigor el 6 de agosto de 1924, y declaró que los ciudadanos otomanos que eran "residentes habituales" de lo que se convirtió en Palestina "se convertirán ipso facto" en ciudadanos de ese territorio.
La Orden otorgó la ciudadanía palestina a "sujetos turcos que habitualmente residen en el territorio de Palestina el 1 de agosto de 1925". Transjordania fue específicamente excluida.  En algunas circunstancias, la ciudadanía también se confirió a algunas personas que residen habitualmente en el extranjero, así como a los hijos o la esposa de un hombre palestino.  La Orden no contenía ninguna prueba basada en raza o religión, excepto que los no árabes podían optar por no ser ciudadanos palestinos si eran aceptados por otro estado en el que su raza era mayoritaria.  La ciudadanía otomana surgió de la Ley de nacionalidad otomana de 1869, que creó una ciudadanía otomana común independientemente de su afiliación religiosa o étnica. 
Bajo la Orden, la ciudadanía palestina podría ser adquirida por:
- cambio natural de la ciudadanía otomana a la palestina (Parte I de la Orden)
- nacimiento de un padre que era ciudadano palestino, o nacimiento dentro de Palestina sin adquirir la nacionalidad de ningún otro Estado (Parte II de la Orden)
- naturalización después de un período de residencia en Palestina (Parte III de la Orden)

Los ciudadanos palestinos tenían derecho a residir en Palestina, pero no eran súbditos británicos, sino que se los consideraba personas protegidas británicas . 

## Extractos
LA MAJESTAD MÁS EXCELENTE DEL REY AHORA POR LO TANTO, SU MAJESTAD - 
En virtud y en ejercicio de los poderes en su nombre por la Ley de Jurisdicción Extranjera de 1890, o de otra manera, en Su Majestad investida, está satisfecho y con el consejo de Su Consejo Privado para ordenar, y se ordena de la siguiente manera: 
PARTE 1. 
1. (1) Los sujetos turcos que habitualmente residen en el territorio de Palestina el 1 de agosto de 1924 se convertirán en ciudadanos palestinos. 
(2) Cualquier persona mayor de dieciocho años que en virtud de este Artículo se convierta en ciudadano palestino puede [...] 
(3) Cualquier persona mayor de dieciocho años que, en virtud de la cláusula (1) de este Artículo, se convierta en ciudadano palestino y difiera en raza de la mayoría de la población de Palestina puede, de la misma manera, y sujeto a las mismas condiciones optar por La nacionalidad de uno de los Estados en los que la mayoría de la población es de la misma raza que la persona que ejerce el derecho de optar sujeto al consentimiento de ese Estado y, en consecuencia, dejará de ser ciudadano palestino.. 
Artículo 21: Definiciones 
A los fines de esta Orden: 
1. La expresión "Palestina" incluye los territorios a los que se aplica el mandato para Palestina, excepto las partes de los territorios comprendidos en Palestina al este de Jordania y el Mar Muerto, según lo definido por la Orden del Alto Comisionado de fecha 1 de septiembre de 1922 
2. La expresión "ciudadano palestino" significa una persona que es de nacimiento o se convierte por naturalización o de lo contrario en ciudadano palestino. 
PROGRAMA JURAMENTO DE LEALTAD 
Yo, A. B, juro por Dios Todopoderoso que seré fiel y leal al gobierno de Palestina.